# Bobastro

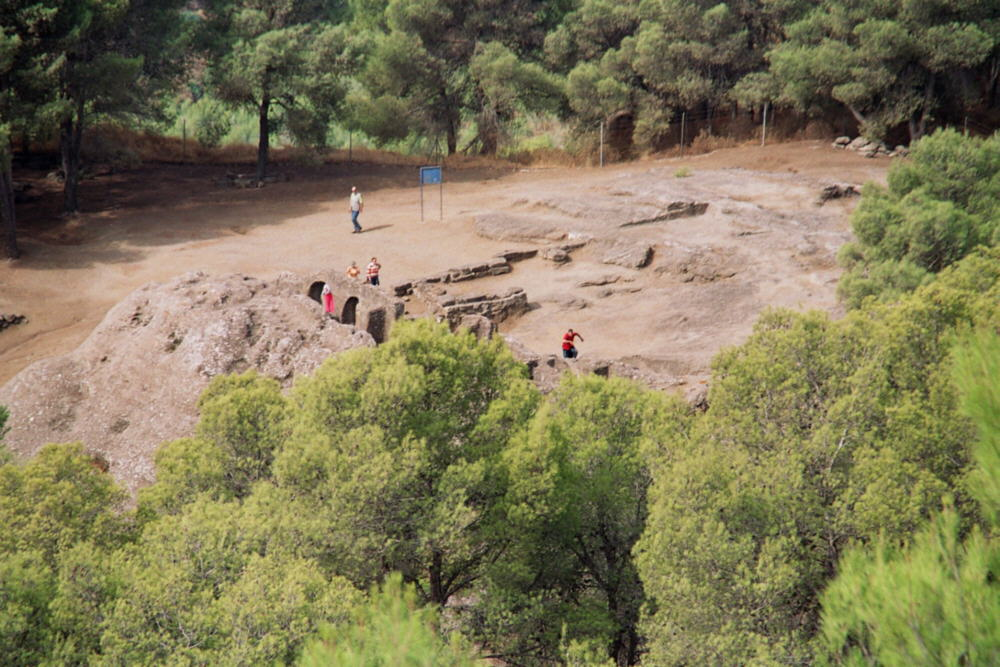
Rovine di Bobastro

Bobastro è un antico centro abitato situato a nord della provincia di Malaga (Spagna), in cui Umar ibn Hafsun stabilì la capitale dei suoi domini, nell'880, ribellandosi all'Emirato di Cordova (al-Andalus).
Qualcuno afferma che Bobastro sarebbe parte della città di Ronda, presso Malaga e a tal fine si indicano i ritrovamenti archeologici che hanno messo in luce costruzioni scavate nella roccia, tra cui una chiesa rupestre mozaraba e un castello.
Omar ibn Hafsun si rifugiò a Bobastro alla fine del IX secolo. Nell'899 tornò alla fede avita del Cristianesimo e forse a questo si deve la chiesa rupestre ritrovata con gli scavi, l'unica in stile mozarabo di Spagna.
Essa fu distrutta dal califfo Abd al-Rahman III al momento della riconquista dei territori che i musulmani non erano riusciti a riconquistare in più di mezzo secolo di sforzi armati e diplomatici (19 gennaio 928).